# Cyphosperma voutmelensis
Cyphosperma voutmelensis é uma espécie de angiospermas da família Arecaceae.
Apenas pode ser encontrada no Vanuatu.
Está ameaçada por perda de habitat.